# Donkey Kong Country 3: Dixie Kong’s Double Trouble!
Donkey Kong Country 3: Dixie Kong’s Double Trouble! (inoffiziell oft abgekürzt als Donkey Kong Country 3 oder DKC3) ist das dritte Side-Scrolling-Jump-’n’-Run-Computerspiel der Donkey-Kong-Country-Reihe, das von Rareware für das Super Nintendo Entertainment System (SNES) entwickelt wurde. Nintendo veröffentlichte es am 22. November 1996 als Nachfolger von Donkey Kong Country 2: Diddy’s Kong Quest.

## Handlung
Auch etliche Monate nach ihrem Sieg über King K. Rool in DKC2 kosten die Kongs ihren Triumph noch immer aus. Eines Morgens trifft Dixie Kong ihren Freund Diddy Kong nicht in seinem Zimmer an, dafür einen Brief mit dem Inhalt „Liebe Dixie, schaue mich mit DK auf den Inseln um. Bis morgen! Diddy“. Zunächst denkt sich Dixie nichts dabei, als Donkey und Diddy auch nach Tagen noch nicht zurück sind, bricht sie aber auf, um diese zu suchen. Sie trifft auf Wrinkly und Funky, der ihr rät Kiddy Kong mit auf ihre Reise zu nehmen. Danach brechen Dixie und Kiddy auf, um Ausschau nach ihren Freunden zu halten.

## Spielprinzip

### Allgemeines
Das Spielprinzip ähnelt im Allgemeinen dem von Donkey Kong Country 2. Es müssen wieder Bonusmünzen gesammelt werden, die für das Voranschreiten in der verlorenen Welt Krematoa benötigt werden. Diese Bonusmünzen erhält man, wenn man eine gestellte Aufgabe in einem Bonusfass erfolgreich absolviert. Es gibt vier Arten von Bonusspielen. Lautet die Aufgabe: „Sammle [bestimmte Anzahl] Sterne!“, erscheint die Bonusmünze, wenn man die benötigte Anzahl an Sternen einsammeln konnte. Bei „Schnapp dir 15 Bananen!“ müssen vom Spieler 15 grüne Bananen gesammelt werden, von denen immer je eine für kurze Zeit erscheint. Bei der Aufgabe „Finde die Münze!“ ist die Bonusmünze irgendwo im Bonuslevel platziert und muss gefunden bzw. erreicht werden. Dazu gibt es noch die Aufgabe „Töte alle Gegner“, bei der man die im Bonusspiel vorhandenen Gegner in einer bestimmten Zeit eliminieren muss.
Auch DK-Münzen müssen wiedergefunden werden. Im Gegensatz zu DKC2 werden die DK-Münzen in DKC3 aber von dem Kremling Koin bewacht, den es erst zu besiegen gilt, bevor man die Münze sein Eigen nennen kann. Dies erschwert das Einsammeln der DK-Münzen zusätzlich. Daneben können Bärenmünzen eingesammelt werden, welche bei einzelnen Mitgliedern der Gebrüder Bär benötigt werden, um diverse Dinge zu erwerben. Des Weiteren sind in den Levels Bananen, Bananenstauden, Luftballons und die Buchstaben K-O-N-G verteilt. Das Einsammeln aller vier Buchstaben und das Sammeln von 100 Bananen ergibt ein Extraleben, genau so wie das Einsammeln eines roten Luftballons. Ein grüner wiederum ergibt zwei und ein blauer drei Leben.
Die Fähigkeit, den Partner Huckepack zu nehmen, ist auch in DKC3 wieder vorhanden. Allerdings unterscheiden sich die Protagonisten diesmal im Wurfverhalten. Dixie fliegt beim Werfen wesentlich höher als Kiddy. Im Gegenzug kann Kiddy, wenn er geworfen wird, versteckte Löcher im Boden öffnen.
Eine Neuheit in DKC3 sind die sogenannten Bananenvögel. Diese sind über die gesamte Welt verstreut und müssen eingesammelt bzw. befreit werden. Manche können durch Tauschhandlungen mit den Bären in den Besitz der Kongs gelangen, die meisten sind allerdings in Kristalle eingeschlossen. In den Kristallhöhlen, in denen sich diese Kristalle befinden, werden Farbkombinationen abgespielt, welche man folgend mithilfe der Controllertasten nachspielen muss. Spielt man die vorgegebene Farbkombination richtig nach, ist der Bananenvogel befreit. Diese Bananenvögel finden nach ihrer Befreiung bei Wrinkly Kong vorübergehend ein neues Zuhause.
In DKC3 besteht zudem die Möglichkeit, nach Beendigung eines Levels durch einen Fahnenmast einsehen zu können, ob man die DK-Münze des jeweiligen Levels gefunden hat. Zudem erscheint ein Ausrufezeichen neben dem Levelnamen, wenn man alle Bonusräume entdecken konnte.
Gespeichert wird das Spiel in der Speicherhöhle von Wrinkly Kong, außerdem sind regelmäßige Besuche bei Funky Kong unerlässlich, da dieser mit Teilen, die der Spieler erst freispielen muss, immer wieder neue Fahrzeuge baut, mit denen man vorher unerreichbare Teile der Karte anfahren kann. Das Motorboot steht dabei von Anfang an zur Verfügung, mit diesem sind aber nur ersten zwei Spielwelten erreichbar. Wenn man die zweite Spielwelt beendet hat, erhält man einen Flicken, mit diesem baut Funky das Hovercraft. Mit diesem können Felsen überfahren werden. Mit diesem Boot können neue Kristallhöhlen und die dritte und vierte Spielwelt angefahren werden. Beim Besiegen der Endgegner der dritten und vierten Spielwelt erhält man jeweils einen Ski. Bringt man beide Skis zu Funky, baut er den Superski. Dieser ist in der Lage, Wasserfälle hochzufahren, sodass wieder neue Kristallhöhlen und die restlichen Spielwelten erreicht werden können. Sammelt man alle DK-Münzen erhält man als letztes Fahrzeug den sogenannten Gyrocopter. Mit diesem Hubschrauber kann man hochgelegene Kristallhöhlen anfliegen.
Inklusive der Endgegner besteht Donkey Kong Country 3 aus 48 Level. Sind alle Endgegner und Baron K. Roolenstein besiegt, alle Bonus- und DK-Münzen gefunden, alle Bananenvögel befreit und das Geheimnis der verlorenen Welt gelüftet, hat man den maximalen Spielstand von 103 % erreicht. Mit der Nutzung des Konsolencodes „TUFST“ vor der Erstellung des Spiels kann man den Schwierigkeitsgrad erhöhen. Das äußert sich dadurch, dass es keine Sternenfässer und nahezu keine DK-Fässer mehr gibt, in denen man seinen Gefährten zurückbekommt wenn man diesen verloren hat. Durch die Eingabe des Codes ist es möglich, 105 % zu erreichen. Außerdem wird in der zum Schluss angezeigten Bestenliste das Wort „Superaffe!“ und eine Cranky-Kong-Trophäe eingeblendet, in der dieser ein Karateoutfit trägt.

### Spielstände
In Donkey Kong Country 3 können maximal drei Spielstände angelegt werden. Diese können auch kopiert und wieder gelöscht werden. Neu ist die Möglichkeit, Namenskennungen mit bis zu fünf Buchstaben zu vergeben. Im Spielstandmenü wird der Spielmodus, der Name, der Spielfortschritt sowie die Spielzeit der einzelnen Spielstände angezeigt. Die Soundausgabe kann sowohl in Mono als auch in Stereo erfolgen. In der Sprachauswahl stehen die englische, die französische und die deutsche Sprache zur Verfügung.

### Spielmodi
Donkey Kong Country 3: Dixie Kong’s Double Trouble! kann vom Spieler in drei Spielmodi absolviert werden:
- 1-Spieler-Modus: Ein Spieler tritt das Spiel alleine an.
- 2-Spieler-Contest: Hier spielen zwei Spieler gegeneinander. Hat ein Spieler ein Leben verloren oder ein Level beendet, beginnt der andere Spieler das Spiel. Der Wettstreit liegt darin, welcher Spieler in einer bestimmten Zeit mehr Level absolvieren kann.
- 2-Spieler-Team: Zwei Spieler bilden ein Team, in dem der eine Spieler Dixie Kong und der andere Spieler Kiddy Kong steuert.

### Spiel-Bildschirm
Im Level
Auf dem Spielbildschirm werden während des Spiels verschiedene Anzeigen eingeblendet. Diese werden allerdings nicht dauerhaft angezeigt, sondern erscheinen nur, wenn eine entsprechende Sache eingesammelt wurde bzw. die individuelle Anzeige gebraucht wird. Innerhalb eines Levels sind folgende Anzeigen vorhanden:
- „Bananen-Zähler“: Zeigt die gesammelte Menge an Bananen an.
- „K-O-N-G Buchstaben“: Sammelt man einen der vier Buchstaben ein, werden dieser und die bis dahin gesammelten eingeblendet.
- „Lebensanzeige“: Diese Anzeige wird eingeblendet, wenn man einen Ballon einsammelt oder ein Leben verliert. Sie zeigt die zur Verfügung stehenden Leben an.
- „Bärenmünzen“: Zeigt die Anzahl der eingesammelten Bärenmünzen an.
- „Timer“: Dieser ist in bestimmten Levels und in Bonusspielen eingeblendet. Für jedes Bonusspiel steht nur eine bestimmte Zeitspanne zur Verfügung.

Auf der Übersichtskarte
Auf der Übersichtskarte werden die bereits freigespielten Level und verschiedenen Dienstleitungsstellen der Familie Kong und Gebrüder Bär angezeigt. Ein noch zu bestreitendes Level durch eine schwarze Flagge mit einem weißen K dargestellt, ein bereits beendetes Level einer Flagge in der Farbe des Kongs, der aktiv das Ziel des Levels erreicht hat. Ist dies Dixie, ist die Flagge pink, bei Kiddy Kong ist sie blau. Hat man alle Bonusräume entdeckt und absolviert, flattert die Flagge waagrecht, hat man dies nicht, hängt sie nach unten. Wenn man die DK-Münze im jeweiligen Level einsammelt, hängt zusätzlich ein kleiner gelber Wimpel am Fahnenmast. Die Anlaufstellen der Kong-Familie, wie Wrinklys Speicherhöhle oder Swankys Glücksspielzelt, und die Hütten der Bären-Brüder werden durch das jeweilige Bauwerk selbst dargestellt. Bei jedem anwählbaren Level bzw. jeder Spielwelt wird unten am Bildschirm der Name des jeweiligen Levels oder der Spielwelt angezeigt. Hat man alle Bonuslevel in einem Level absolviert, erscheint ein Ausrufezeichen neben dem Levelnamen.

### Speichern
Gespeichert werden kann das Spiel regulär nur in der Speicherhöhle von Wrinkly Kong. Speichert man das Spiel, wird eine Grafik eingeblendet. Diese zeigt den Namen des Spielstands, die Spielzeit, die Anzahl der gesammelten Bonus-, DK- und Bärenmünzen sowie der Bananenvögel, alle gesammelten Gegenstände und Zahnräder an. Mit Hilfe eines von Rare ins Spiel integrierten Konsolencodes ist es möglich, nach jedem Level automatisch zu speichern. Dazu muss im Cheatmodus das Wort „ASAVE“ eingegeben werden.

## Spielwelten
Anders als bei den Vorgängern Donkey Kong Country und Donkey Kong Country 2: Diddy's Kong Quest, bei denen sich alle einzelnen Spielwelten auf einer großen Insel befinden, verteilen sich die einzelnen Welten in Donkey Kong Country 3: Dixie Kong’s Double Trouble! auf verschiedene kleinere Inseln, die nach und nach mit immer besseren Booten von Funky Kong angefahren werden können.

### Orangatanga-See
5 Level + Endgegner Belcha
Die erste Spielwelt Orangatanga-See ist von Anfang an mit dem Motorboot zu erreichen. Die Welt liegt am namensgebenden Orangatanga-See, auf dem sich Barnacles Hütte befindet. Dieser tauscht einen Bananenvogel gegen eine Muschel ein. Die Level der ersten Spielwelt sind recht einfach zu lösen und auch die Bonuslevel findet man meistens ohne größere Probleme. Dabei müssen die Kongs u. a. Level absolvieren, die über Wasserstege führen, sich durch eine Schneelandschaft schlagen und ein düsteres Haus mit Elefantendame Ellie durchqueren. Am Ende der Spielwelt gilt es den Endgegner Belcha zu besiegen. Hat man dies geschafft, kann man zur nächsten Welt Kremwood Forest voranschreiten.

### Kremwood Forest
5 Level + Endgegner Arich
Der Kremwood Forest ist ein kleines Waldgebiet, das von einem Fluss durchzogen wird. Der Bär, welcher im Kremwood Forest lebt, heißt Brash und will Dixie und Kiddy zu einem Wettrennen im Level „Flotte Fluss-Flitzerei“ herausfordern, das er selbst mit einer Zeit von 1 Minute und 15 Sekunden beendet hat. Gewinnt man dieses, wird Brash so wütend, dass er wild auf seinen Tisch hämmert. Dadurch lockert er einen Baumstamm so, dass dieser den Fluss abwärts treibt und beim Liegenbleiben als Brücke zu einer Kristallhöhle dient. Im Kremwood Forest müssen u. a. Baumlevel absolviert und ein verlassenes Haus erforscht werden. Der Endgegner Arich ist eine Riesenspinne. Besiegt man Arich, erhält man einen Flicken, den Funky Kong dafür nutzen kann, ein Hovercraft zu bauen.

### Baboon Bucht
5 Level + Endgegner Squirt
Die Baboon Bucht besteht hauptsächlich aus drei Wasserfällen und einem kleinen See, in den diese münden. Hat man die Wasserfälle und den See erforscht, kann man gegen Squirt (dt. „spritzen“) antreten, der seinem Namen alle Ehre macht. Er bespritzt Ellie, mit der man gegen Squirt antritt, mit Wasser und versucht so, diese die Klippen hinunter zu drängen. Hat man ihn besiegt, erhält man einen Ski. Der Bär in der Baboon Bucht heißt Blue. Diesem muss man im Namen des Bären Blizzard ein Geschenk überreichen und erhält als Dankeschön eine Bowlingkugel.

### Mekanos
5 Level + Endgegner KAOS
Eine düster wirkende Fabriklandschaft, in der sich Dixie und Kiddy durch Kanalsysteme, Hochofenlevel oder Bäume kämpfen müssen, während sie mit heißen Feuerbällen beschossen oder von wilden Sägen verfolgt werden. Ist dies erledigt, wartet zum ersten Mal der geheimnisvolle Roboter KAOS auf die Kongs, den es zu besiegen gilt. Schafft man dies, erhält man einen zweiten Ski. Mit diesen baut Funky Kong den Turboski, der in der Lage ist, Wasserfälle hochzufahren. Der Bär der Spielwelt Mekanos ist der Kriegsveteran Bazooka. Dieser schießt die Kongs mit einer großen Kanone, der „dicken Dora“, in eine Kristallhöhle, insofern man ihm die von Blue erhaltene Bowlingkugel als Munition überlässt.

### K3
5 Level + Endgegner Bleak
Eine kalte und verschneite Berglandschaft, die erforscht werden muss. Neben riskanten Schlittenfahrten im Schnee, müssen Dixie und Kiddy auch gefährliche Passagen in einer Lagerhalle bestehen, in der sie ständig der Gefahr eines Feuerballabschusses ausgesetzt sind. Endgegner dieser Welt ist der Schneemann Bleak, welcher im richtigen Moment mit Schneebällen beworfen werden muss. Der Bär Blizzard bittet die Kongs seinem Freund Blue ein Geschenk in seinem Namen zu überbringen.

### Gipfelgrat
5 Level + Endgegner Barbos
Im Mittelpunkt dieser Welt steht die Seilbahn der Bärenbrüder Benny und Björn. Sie transportiert Dixie und Kiddy durch die Welt und ermöglicht es ihnen so, zu sonst unzugänglichen Levels zu gelangen. Die Level, die sich beispielsweise aus einem dunklen Wasserlevel, das man mit Enguarde durchstreift oder einem Höhlenlevel, welches man mit dem Papagei Squawks durchfliegen muss, zusammensetzen sind meist recht anspruchsvoll zu lösen. Am Ende wartet Barbos, der mit Hilfe von Schwertfisch Enguarde besiegt werden muss.

### KAOS
5 Level + Endgegner Baron K. Roolenstein
Eine düstere Gegend, in der „Schloss KAOS“, das unheimliche Schloss von Baron K. Roolenstein, liegt. Die Level in KAOS sind meist sehr anspruchsvoll. So muss man eine Höhle durchqueren, die von den gefährlichen Kremlingen Kuff 'n' Klout bewohnt wird oder ein Level bestreiten, in dem man ständig einem tödlichen Blitzschlag ausgesetzt ist. Als Endgegner wartet Baron K. Roolenstein höchstpersönlich.

### Krematoa
5 Level + Endgegner Baron K. Roolenstein
Extrem geheimnisvolle Welt, um die sich viele Mythen ranken. Ihre Lage ist unbekannt, also muss Krematoa von Dixie und Kiddy erst einmal gefunden werden, bevor sie betreten werden kann. Um alle Level spielen zu können, müssen zudem alle Bonusmünzen gefunden werden. Hat man diese alle gesammelt, die Levels vom Krematoa geschafft und dem Bären Boomer alle Zahnräder gebracht, gibt es ein Wiedersehen mit Baron K. Roolenstein auf seinem U-Boot Knautilus.

## Charaktere
→ nähere Informationen: Figuren aus den Donkey-Kong-Spielen

### Die Kongs
- Dixie Kong – Sie ist die Freundin von Diddy Kong. Zusammen mit ihrem Cousin Kiddy Kong bricht sie auf, um ihre entführten Freunde Diddy und Donkey zu befreien. Eine große Hilfe auf ihrem Weg ist ihr Pferdeschwanz, den sie als „Propeller“ nutzen kann und somit über weitere Strecken in der Luft gleiten kann.
- Kiddy Kong – Kiddy Kong ist neben Dixie der zweite Protagonist von Donkey Kong Country 3. Obwohl er ein Baby-Kong ist, ist er trotzdem kräftiger, größer und schwerer als Dixie.
- Funky Kong – Funky betreibt, im Gegensatz zu den Vorgängern nicht Funkys Flüge, sondern einen Bootsverleih. Er bastelt aus Teilen, die ihm im Laufe des Spiels von Dixie und Kiddy gebracht werden, immer neue Fahrzeuge, mit denen man immer neuere Teile der Karte erreichen kann.
- Wrinkly Kong – Sie besitzt die Speicherhöhle. Dort kann man das Spiel abspeichern. Außerdem gibt sie den befreiten Bananenvögeln ein Zuhause.
- Swanky Kong – Er betreibt ein Glücksspiel-Zelt. Dort können verschiedene Preise gewonnen werden.

### Gebrüder Bär
Die Gebrüder Bär leben über die ganze Welt verstreut in kleinen Hütten und helfen Dixie und Kiddy Kong weiter.
- Baffle – Baffles Leidenschaft sind Codes. Er verbringt oft Zeit damit neue Codes zu entschlüsseln.
- Barnacle – Er lebt auf einer Insel im Orangatanga-See.
- Barter – Barter lebt in der Nähe des K3 und bietet den Kongs Tauschmöglichkeiten.
- Bazaar – Bazaar betreibt einen Schnäppchen-Laden.
- Bazooka – Ein Kriegsveteran, dessen Spezialgebiet Waffen sind.
- Bellamy – Bellamy ist ein leidenschaftlicher Pflanzenliebhaber.
- Benny & Björn – Die Zwillingsbrüder leiten zusammen eine Seilbahn.
- Blizzard – Blizzard ist Bergsteiger. Sein Ziel ist es, den K3 zu besteigen.
- Blue – Ein einsamer Bär, der oft sehr traurig ist.
- Blunder – Blunder ist oft sehr sarkastisch, zudem verplappert er sich gern.
- Boomer – Sprengmeister, der in der verlorenen Welt lebt.
- Brash – Ehrgeiziger Bär, der im Kremwood-Forest lebt.

### Gegner
- Baron K. Roolenstein – Ein bösartiger, aber hochintelligenter Wissenschaftler, der Diddy und Donkey Kong entführte. Er ist Anführer aller Kremlings und Widersacher der Kongs.
- Kremlings – Truppen von K. Roolenstein.

### Tierfreunde
- Squawks – ein freundlicher Papagei, der den Kongs hilft.
- Ellie, die Elefantenkuh. Sie kann durch ihren Rüssel Wasser verspritzen.
- Enguarde – ein liebenswürdiger Schwertfisch, der die Kongs schon seit dem ersten Teil der Serie unter Wasser unterstützt.
- Squitter – eine Spinne, die verschiedene Arten von Netzen verschießen kann.
- Parry – auch Parry, der Parallelvogel genannt.[5] Ein kleiner Vogel, der parallel über den Kongs fliegt und zu seinem Verbotsschild gebracht werden muss.

### Nebencharaktere
- Cranky Kong – Gegen ihn spielt man in Swankys Zelt.
- Diddy Kong & Donkey Kong – Sie werden von K. Roolenstein entführt und sind nur in der Endsequenz zu sehen.

## Gegenstände

### Münzen
- Bonusmünzen: Sie erhält man, wenn man die gestellte Aufgabe in einem Bonusfass erfolgreich absolviert. Bonusmünzen werden benötigt, um in der verlorenen Welt voranschreiten zu können. Für je 15 Bonusmünzen sprengt Boomer ein Hindernis, bei der letzten Sprengung verlangt er 25. Insgesamt sind 85 Bonusmünzen zu finden.

- DK-Münzen: In jedem Level ist eine DK-Münze zu finden, insgesamt sind es 41. Sie werden von Koin bewacht. Findet man alle 41, erhält man von Funky Kong den sogenannten Gyrocopter.

- Bärenmünzen: Bärenmünzen sind in sehr vielen Levels zu finden. Diese werden als Zahlungsmittel bei bestimmten Mitgliedern der Gebrüder Bär benötigt.

### Fässer
- DK-Fass: Lässt den verlorenen Partner wieder erscheinen.

- Sternen-Fass: Dient als Zwischenspeicher in den einzelnen Levels.

- TNT-Fass: Explodiert beim Werfen. Es öffnet Geheimgänge und zerstört Gegner.

- Kanonen-Fass: Schleudert Diddy oder Dixie über weite Entfernungen.

- Bonusfass: Enthält Aufgaben, für deren Erledigung man eine Bonusmünze erhält.

- Unbesiegbarkeitsfass: Macht den Kong kurzzeitig unverwundbar.

- Fährtenfass: Schießt den Kong heraus und folgt im ihm dann.

- Stahlfass: Diese Fässer können nicht zerbrechen. Sie werden benötigt, um Koin zu besiegen.

- Raketenfass: Katapultieren die Kongs in die Luft.

- Tierfässer: Springen die Kongs in ein solches Fass, verwandeln sie sich in den abgebildeten Tierhelfer.

### Sonstige
- Bananen und Bananenstauden: Sammelt man 100 Bananen erhält man ein Extraleben. Eine Bananenstaude enthält 10 Bananen.

- Tierboxen: Kisten, in denen die tierischen Helfer auf ihren Einsatz warten.

- Luftballons: Luftballons geben, je nach Farbe, eine bestimmte Anzahl an Extraleben. Ein roter gibt ein Leben, ein grüner zwei und ein blauer drei.

- Kong-Buchstaben: In jedem Level sind die Buchstaben K-O-N-G verteilt. Findet man alle vier, erhält man ein Extraleben.

## Entwicklung
Donkey Kong Country 3 wurde wie seine beiden SNES-Vorgänger von Rare entwickelt und Nintendo veröffentlicht. Raregründer Tim Stamper war, wie auch bei DKC und DKC2, als Director tätig. Producer des Spiels und verantwortlich für das Game-Design war Andrew Collard.
Auch das Game-Boy-Advance-Remake und das auf DKC3 basierende Donkey Kong Land 3 stammen aus dem Hause Rare. Beim GBA-Remake wurden der 2015 verstorbene Nintendo-Präsident Satoru Iwata als Executive Producer und Kensuke Tanabe als Producer eingesetzt.

## Technisches
Donkey Kong Country 3: Dixie Kong’s Double Trouble! benutzt ein 32-Megabit-SNES-Modul zur Datenspeicherung. Auch Donkey Kong Country 1 & 2 verwenden 32-Mbit-Module.
Bei den Donkey-Kong-Country-Teilen für das SNES handelt es sich um reine Side-Scroller. Bei Side-Scroller-Spielen werden immer nur die Teile des Levels angezeigt, in denen sich die Charaktere gerade bewegen. Dabei laufen die Bilder immer horizontal von links nach rechts oder umgekehrt. Der Spieler schaut dabei immer von der Seite auf das Spielgeschehen. Das Bild wird in einer 2D-Grafik dargestellt. Bei Donkey Kong Country Returns handelt es sich ebenfalls um einen Side-Scroller, dieses ist aber bereits ein 2½D-Videospiel. Hierbei gehen zweidimensionale Daten zu dreidimensional strukturierten Daten über. Auch im neusten Teil der Donkey-Kong-Country-Serie, Donkey Kong Country: Tropical Freeze, werden 2D-Elemente mit 3D-Elementen verbunden. Dies wird dadurch erreicht, dass sich die Kamera dort teilweise auch im Hintergrund bewegt oder manchen Levels umher dreht.
Das erste Donkey-Kong-Spiel mit kompletter 3D-Grafik, ist das 1997 erschienene Diddy Kong Racing, gefolgt von Donkey Kong 64.

## Konsolencodes
In Donkey Kong Country 3: Dixie Kong's Double Trouble! ist es möglich, von Rare offiziell in Spiel integrierte Konsolencodes zu nutzen, die Spielabläufe ändern oder Cheatwirkung besitzen. Um diese Codes einzugeben, muss der jeweilige Spielstand, in dem man den Code benutzen möchte, markiert werden und mit Hilfe des Controllers die Tastenkombination „L, R, R, L, R, R, L, R, L, R“ ausgeführt werden. Danach können die Codes eingegeben werden. Es können auch mehrere Codes gleichzeitig verwendet werden, zudem bleibt die Wirkung beim jeweiligen Spielstand nach dem Speichern erhalten.
| Code  | Wirkung |
| ----- | --- |
| ASAVE | Nach jedem Level wird automatisch gespeichert. |
| COLOR | Die Kleidung und Flaggen von Dixie und Kiddy Kong erscheinen in anderen Farben. Dixies Farbe wechselt von Pink auf Lila, die von Kiddy von Blau auf Grün.                                     |
| ERASE | Die Rekorde werden gelöscht. |
| HARDR | Der Schwierigkeitsgrad wird erhöht. |
| LIVES | Man erhält 50 Extraleben. |
| MERRY | Aktiviert den Weihnachtsmodus. In Bonusspielen werden Sterne durch Christbaumkugeln und die grünen Bananen durch blau-gelbe Geschenke ersetzt. Außerdem wird eine Weihnachtsmusik abgespielt. |
| MUSIC | Öffnet ein Menü, in dem Musikstücke des Spiels angehört werden können. |
| TUFST | Alle Sternenfässer sowie nahezu alle DK-Fässer werden entfernt. Mit diesem Code ist das Erreichen eines Spielstandes von 105 % möglich.                                                       |

## Verkaufszahlen
Insgesamt wurden von Donkey Kong Country 3: Dixie Kong's Double Trouble! ca. 3,51 Millionen Einheiten abgesetzt.
Mit dieser Verkaufszahl belegt das Spiel hinter Super Mario World, Super Mario All-Stars, Donkey Kong Country, Super Mario Kart, Street Fighter II – The World Warrior, Donkey Kong Country 2: Diddy’s Kong Quest, The Legend of Zelda: A Link to the Past, Super Mario World 2: Yoshi’s Island und Street Fighter II Turbo Platz 10 der meistverkauften SNES-Spiele. Super Mario World ist das mit Abstand erfolgreichste SNES-Spiel und erreichte mit ca. 20,6 Millionen verkauften Einheiten fast sechsmal so viele wie Donkey Kong Country 3.
Das Game-Boy-Advance-Remake von Donkey Kong Country 3 wurde insgesamt ca. 0,77 Millionen Mal verkauft. Damit belegt es auf der Liste der erfolgreichsten GBA-Spiele Platz 85. Platz 1 belegt hier Pokémon Rubin- und Saphir-Edition mit ca. 15,85 Millionen verkauften Einheiten.

## Kritiken
Die Kritiken und Bewertungen von Donkey Kong Country 3: Dixie Kong's Double Trouble! fielen meist gut aus, auch wenn die Bewertungen der Vorgänger nicht immer erreicht werden konnten.

„Ich gebe zu, daß ich zunächst skeptisch war und lediglich einen erneuten Jump ‘n Run-Aufguß erwartet habe. Doch Rare hat mich eines Besseren belehrt. Die kleinen, aber feinen Verbesserungen, zumeist dem RPG-Genre entliehen, tragen maßgeblich zur Dauermotivation bei. Durch die zahlreichen Geheimnisse, dem nichtlinearen Spielablauf (nach der zweiten Welt stehen Euch gleich mehrere Abschnitte zur Auswahl) und dem schrittweisen Erkunden des Inselreichs wird ein gekonnter Spannungsbogen aufgebaut. Das Leveldesign befindet sich zudem erneut auf höchstem Niveau, inklusiv dem beinhart kalkulierten aber stets fairen Schwierigkeitsgrad. Neue Komponenten sind zwar nicht gerade reichlich vorhanden, aufgrund der überragenden Spielbarkeit verzeiht man diesen vermeintlichen Ideenmangel aber gerne. Überzeugend ist auch die Technik.“

GameRankings vergab eine Wertung von 83,24 %. Die Bewertungswebsite Metacritic vergibt für die GBA-Version des Spiels einen Metascore von 77. Die Videospielwebsite GameSpot bewertet DKC3 mit 7,8. Bei IGN liegt die Bewertung bei 8,5, bei MobyGames bei 87. Das deutschsprachige Online-Magazin 4Players bewertete das Spiel mit 79 von 100 möglichen Punkten und vergab die Auszeichnung „GUT“.

## Name
in Japan wurde Donkey Kong Country 3: Dixie Kong’s Double Trouble! unter dem Namen Super Donkey Kong 3: Nazo no Kuremisu Shima (jap. スーパードンキーコング３～謎のクレミス島～, Sūpā Donkī Kongu Surī ~Nazo no Kuremisu Shima~) veröffentlicht. Ursprünglich sollte Donkey Kong Country 3 den Untertitel Dixie's Double Trouble tragen.

## Soundtrack
Der Soundtrack zu Donkey Kong Country 3: Dixie Kong's Double Trouble! wurde von Eveline Fischer und David Wise produziert. Auch DK Jamz und der Donkey-Kong-Country-2-OST stammen von Wise. Veröffentlicht wurde der Soundtrack am 1. November 1996, also knapp drei Wochen vor dem Spiel selbst. Der Soundtrack enthält 38 Titel und hat eine Laufzeit von ca. 1 Stunde und 13 Minuten.
Ähnlich wie im Vorgänger besteht die Möglichkeit, über einen Code fast alle Musikstücke des Spiels in einem Extramenü abzuspielen. Aktiviert man den Cheatmodus und gibt den Code „MUSIC“ ein, erscheint ein Menü namens „Dixie Kong's Music Test...“. Hier kann man die Musikstücke auswählen und beliebig oft anhören.
Wie von den Soundtracks der Vorgänger, wurde auch vom Donkey-Kong-Country-3-Soundtrack ein Remixalbum von OverClocked ReMix veröffentlicht. Dieses trägt den Namen Donkey Kong Country 3: Double the Trouble! und besitzt 77 Tracks.
| Nummer | Name                 | Laufzeit (in min) |
| ------ | -------------------- | ----------------- |
| 01     | Dixies Beat          | 01:41             |
| 02     | Crazy Calypso        | 01:22             |
| 03     | Northern Kremisphere | 02:33             |
| 04     | Hangin' at Funky's   | 02:23             |
| 05     | Wrinkly's Save Cave  | 01:08             |
| 06     | Get Fit A-Go-Go      | 00:59             |
| 07     | Wrinkly 64           | 01:39             |
| 08     | Brothers Bear        | 01:24             |
| 09     | Sub-Map Shuffle      | 02:22             |
| 10     | Swanky's Sideshow    | 02:16             |
| 11     | Cranky's Showdown    | 00:59             |
| 12     | Showdown Win         | 00:08             |
| 13     | Showdown Lose        | 00:09             |
| 14     | Bonus Time           | 01:51             |
| 15     | Bonus Win            | 00:05             |
| 16     | Bonus Lose           | 00:05             |
| 17     | Stilt Village        | 02:34             |
| 18     | Mill Fever           | 03:08             |
| 19     | Jangle Bells         | 02:20             |
| 20     | Frosty Frolics       | 02:35             |
| 21     | Treetop Tumble       | 02:43             |
| 22     | Enchanted Riverbank  | 03:05             |
| 23     | Hot Pursuit          | 03:30             |
| 24     | Water World          | 03:11             |
| 25     | Nuts and Bolts       | 02:37             |
| 26     | Pokey Pipes          | 02:43             |
| 27     | Rockface Rumble      | 02:49             |
| 28     | Jungle Jitter        | 03:05             |
| 29     | Cavern Caprice       | 02:41             |
| 30     | Rocket Run           | 02:19             |
| 31     | Boss Boogie          | 01:50             |
| 32     | Crystal Chasm        | 01:44             |
| 33     | Krematoa Koncerto    | 01:54             |
| 34     | Big Boss Blues       | 02:04             |
| 35     | Mama Bird            | 02:02             |
| 36     | Chase                | 00:58             |
| 37     | Baddies on Parade    | 01:58             |
| 38     | Game Over            | 00:14             |

## Trivia
- Der Spieleberater von Donkey Kong Country 3 wurde nicht in deutscher Sprache veröffentlicht.
- DKC3 ist das einzige Spiel der Donkey-Kong-Country-Reihe, in dem der Tierhelfer Rambi nicht spielbar ist.
- Wrinkly Kong besitzt in ihrer Speicherhöhle einen Nintendo 64, auf dem sie des Öfteren ein Super-Mario-Spiel spielt. Dabei ist eine abgeänderte Version des Tracks „Treppenhaus Terzett“ aus dem Super-Mario-64-Soundtrack zu hören. Auf dem Donkey-Kong-Country-3-Soundtrack ist diese abgeänderte Version unter dem Titel „Wrinkly 64“ vorhanden.
- Der Name von K. Roolensteins U-Boot, „Knautilus“, leitet sich aller Wahrscheinlichkeit nach von Nautilus ab, dem fiktiven Unterseeboot aus Jules Vernes Romanen 20.000 Meilen unter dem Meer und Die geheimnisvolle Insel.[30]

## Spielzeitrekord
Der anerkannte Weltrekord für die schnellste Spielzeit der SNES-Version von Donkey Kong Country 3 liegt bei 45 Minuten. Hier wurde das Spiel nur beendet, aber nicht alle Bonusräume absolviert. Dieser Rekord wurde am 6. Februar 2010 von Austin Hallman aufgestellt.
Auch der Rekord für die schnellste Spielzeit für 105 % stammt von Austin Hallman. Dieser wurde am 4. Februar 2010 aufgestellt und liegt bei 1 Stunde und 29 Minuten.

## Vorgänger & Nachfolger
| Spiel                                     | Vorgänger / Nachfolger | Veröffentlichungsjahr | Entwickler    | Plattform(en)                |
| ----------------------------------------- | ---------------------- | --------------------- | ------------- | ---------------------------- |
| Donkey Kong Country                       | Vorgänger              | 1994                  | Rare          | SNES, GBC, GBA, Wii1, Wii U1 |
| Donkey Kong Country 2: Diddy’s Kong Quest | Vorgänger              | 1995                  | Rare          | SNES, GBA, Wii1, Wii U1      |
| Donkey Kong Country Returns               | Nachfolger             | 2010                  | Retro Studios | Wii, 3DS                     |
| Donkey Kong Country: Tropical Freeze      | Nachfolger             | 2014                  | Retro Studios | Wii U, Switch                |

1Als Virtual-Console-Spiel erwerbbar.

## Remakes

### Game Boy

Logo des GB-Spiels Donkey Kong Land III

Wie von den Vorgängern wurde auch ein auf Donkey Kong Country 3: Dixie Kong's Double Trouble! basierendes Spiel für den Game Boy entworfen. Es trägt den Namen Donkey Kong Land III und wurde am 1. Oktober 1997 veröffentlicht. Dabei handelt es sich um keine Direktumsetzung des SNES-Spiels. Donkey Kong Land III basiert zwar auf Donkey Kong Country 3, besitzt aber eigene Level und Spielwelten, außerdem wurde die Handlung leicht verändert.
Ursprünglich sollte DKL3 den Untertitel The Race Against Time (dt. „Das Rennen gegen die Zeit“) tragen, diese Idee wurde aber vor der Veröffentlichung verworfen. Donkey Kong Land III wurde insgesamt ca. 1,03 Millionen Mal verkauft.
In Japan wurde am 28. Januar 2000 eine verbesserte Version von Donkey Kong Land III unter dem Namen Donkey Kong GB: Dinky Kong & Dixie Kong für den Game Boy Color veröffentlicht. Die japanische Version wurde ca. 280.000-mal verkauft.

### Game Boy Advance

Logo des GBA-Spiels Donkey Kong Country 3

Auch für den Game Boy Advance wurde am 7. November 2005 die entsprechende Version unter dem Namen Donkey Kong Country 3 veröffentlicht. Beim Game-Boy-Advance-Remake handelt es sich, anders als bei Donkey Kong Land III, um eine Direktumsetzung des SNES-Spiels. Die Handlung und das Gameplay wurden hier kaum abgeändert und entsprechen in Großteilen der SNES-Version.
Allerdings enthält das GBA-Remake diverse andere Änderungen. Beispielsweise existiert eine neue Welt namens Pacifica mit zusätzlichen Leveln. Endgegner dieser Welt ist Barbos, der im SNES-Original den Endgegner der Spielwelt Gipfelgrat darstellt. Diese enthält im GBA-Spiel einen neuen Endgegner namens Kroctopus.
Im GBA-Remake werden die Leben gespeichert, außerdem kann dort jederzeit im Start-Menü gespeichert werden. Wrinklys Speicherhöhle ist daher nicht mehr notwendig und wird durch „Crankys Dojo“ ersetzt. In diesem Dōjō steuert man Cranky Kong. Der Spieler muss durch Führen eines Schildes Gegner abwehren. Wird Cranky von einem Gegner getroffen, wird das Spiel beendet. Maximal können 30 Gegner abgewehrt werden, wird man vorher getroffen, wird ein Highscore gespeichert. Für das Abwehren erhält man verschiedene Preise. Auch Swankys Glücksspielzelt ist nicht mehr vorhanden. Vielmehr befindet sich dort, wo im SNES-Original die Glücksspielzelte standen, nun „Swankys Rennen“. In diesem kann man gegen Bezahlung an einem Minispiel teilnehmen, in dem man mit Dixie Kong Sterne einsammeln und dabei Hindernissen ausweichen muss. Für das Einsammeln der Sterne erhält man wiederum Preise.
Im GBA-Spiel tritt ein gänzlich neuer Bär names Bachelor auf. Zudem bietet Funky Kong in seinem Bootsverleih zusätzlich vier Minispiele an. Im Minispiel „Beschützer“ haben die im SNES-Spiel nicht auftretenden Donkey-Kong-Charaktere Candy, Chunky, Lanky und Tiny Kong einen Cameoauftritt. Verkauft hat sich die GBA-Version ca. 0,77 Millionen Mal.

### Wii
Von September 2007 bis November 2012 konnte Donkey Kong Country 3: Dixie Kong's Double Trouble! im Wii-Shop-Kanal als Virtual-Console-Spiel für 800 Wii-Points erworben werden. Dabei konnte ein Speicherabbild von DKC3 heruntergeladen und auf einem Emulator der Virtual Console gespielt werden. Ab dem 25. November 2012 waren die Spiele der Donkey-Kong-Country-Reihe dort vorübergehend nicht mehr herunterladbar. Bis dahin gekaufte Speicherabbilder blieben zwar auf der Konsole gespeichert und konnten unverändert gestartet und gespielt werden, allerdings konnten sie nicht neu erworben oder heruntergeladen werden. Seit 30. Oktober 2014 ist Donkey Kong Country 3 in der Virtual Console der Wii wieder verfügbar. Ebenso wie Donkey Kong Country 1 & 2. Das Spielgeschehen kann sowohl mit dem Wii-Classic-Controller, als auch dem Nintendo-GameCube-Controller gesteuert werden.

### Wii U
Seit dem 30. Oktober 2014 ist Donkey Kong Country 3: Dixie Kong's Double Trouble! im eShop der Wii U für 7,99 € erwerbbar. Bis zum 6. November 2014 bot es in den sogenannten „Donkey-Kong-Country-Wochen“ eine Ermäßigung von 33 % auf Donkey Kong Country: Tropical Freeze. Auch Donkey Kong Country 1 & 2 sind im eShop verfügbar. Gesteuert werden kann das Spiel mit dem Wii U GamePad, dem Wii U Pro Controller, der Wii-Fernbedienung und dem Wii-Classic-Controller-Pro.